# River Broom
Der River Broom ist ein Fluss in der schottischen Council Area Highland beziehungsweise in der traditionellen Grafschaft Ross-shire.

## Beschreibung
Der River Broom entsteht durch den Zusammenfluss von Abhainn Droma und Abhainn Cuileig rund sieben Kilometer nördlich der Fannichs und 16 Kilometer südöstlich von Ullapool. Bei den beiden Quellbächen handelt es sich um die Abflüsse von Loch a’ Bhraoin beziehungsweise Loch Droma. Bis zu seiner Mündung am Kopf von Loch Broom, einer Bucht an der Schottischen See, fließt der River Broom rund acht Kilometer in nordwestlicher Richtung. Er weist eine verhältnismäßig hohe Strömungsgeschwindigkeit auf. Auf seinem Lauf nimmt er zahlreiche kleine Bäche auf, besitzt jedoch keine signifikanten Zuflüsse. Durch eine dünn besiedelte Region der Highlands verlaufend, tangiert der River Broom keine Ortschaft. Lediglich einzelne Gehöfte befinden sich entlang seines Laufs.

## Umgebung
Nahe dem Zusammenfluss der Quellbäche befand sich das Herrenhaus Braemore House, das inzwischen abgebrochen wurde. Mit Inverbroom House befand sich ein weiteres Herrenhaus nahe dem linken Ufer flussabwärts. Dieses wurde ebenfalls abgebrochen. Es ging auf das spätmittelalterliche Castle of Balloan zurück. Nahe seiner Mündung steht die denkmalgeschützte Pfarrkirche von Lochbroom nahe dem linken Ufer. Über seinen gesamten Lauf folgt die A835 dem rechten Ufer des River Broom. Von dieser abzweigend überspannt die Auchindrean Bridge den Fluss, die um 1870 errichtet wurde und als Denkmal der höchsten Kategorie A klassifiziert ist. Bis kurz vor seiner Mündung erstrecken sich Teile des Lael Forest Gardens entlang des rechten Ufers.

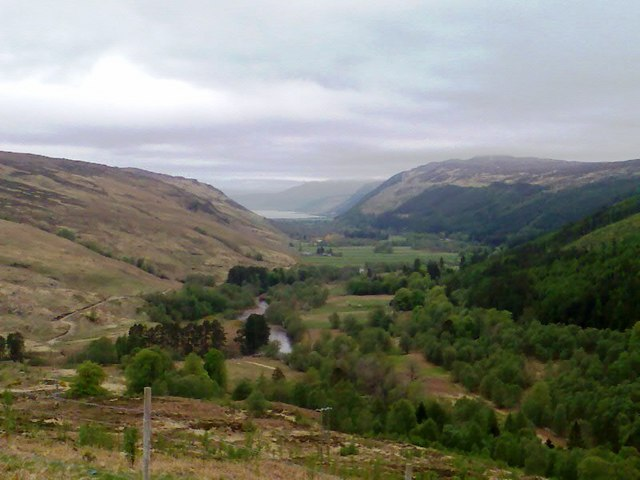
River Broom mit dem Lael Forest (rechts) und dem Loch Broom in der Ferne
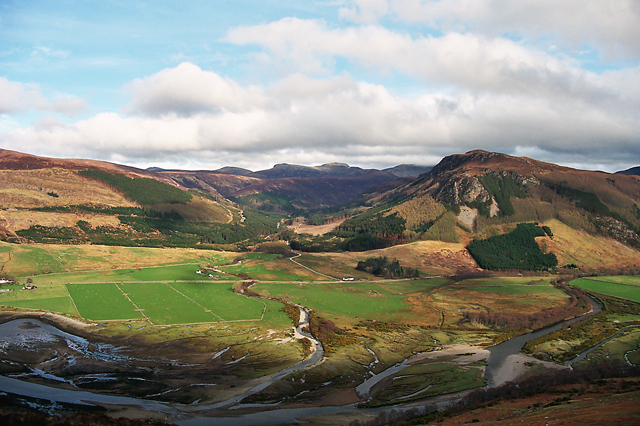
Mündung in den Loch Broom: Rechts der Broom, links der Lael
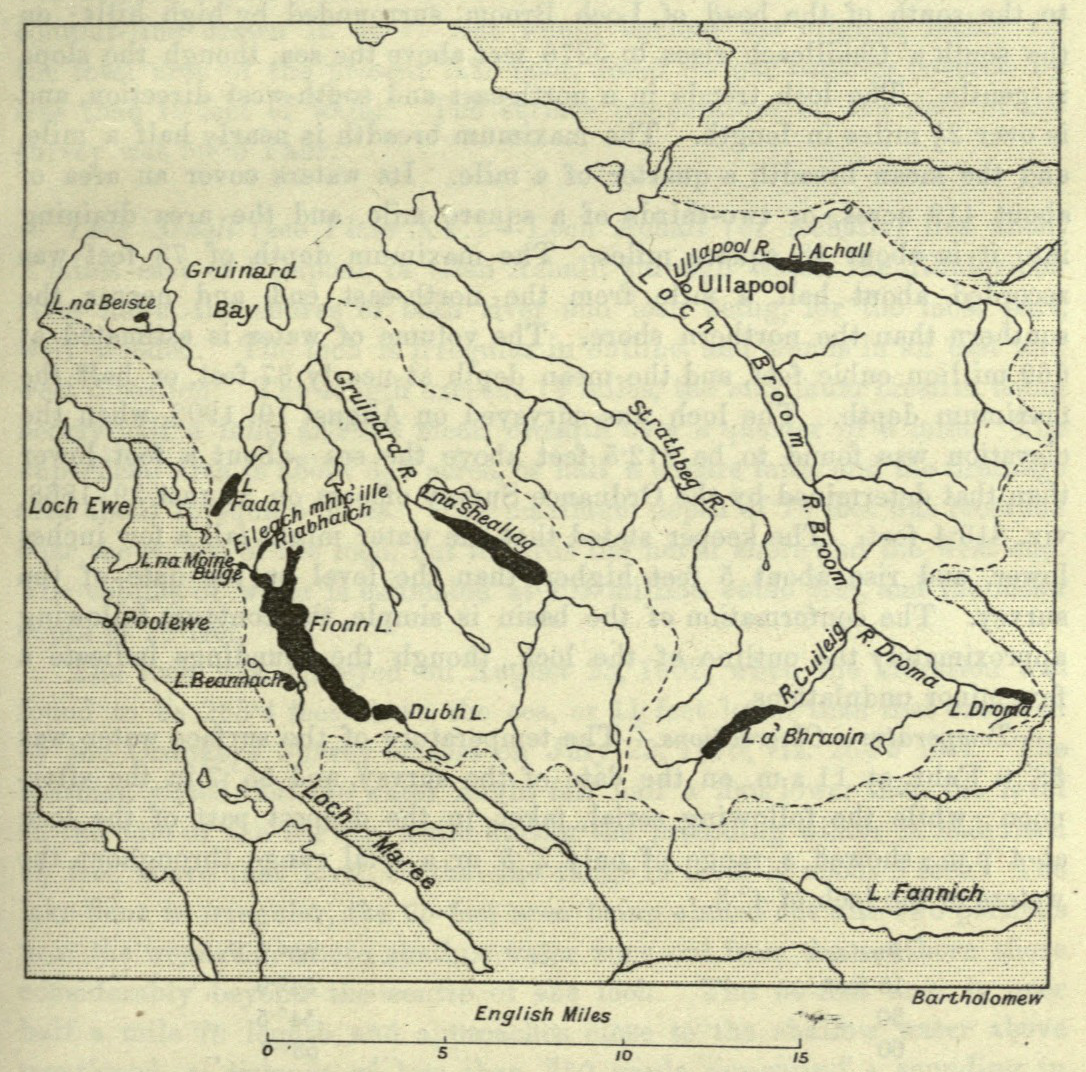
River Broom auf einer bathymetrischen Karte, 1910
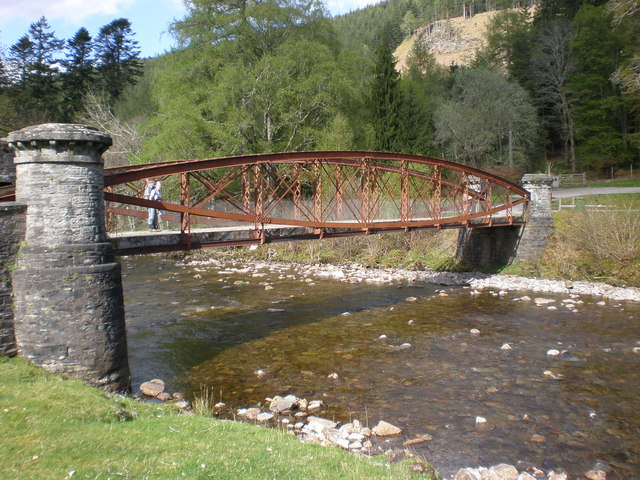
Auchindrean Bridge